# Midnight Secretary
Midnight Secretary (ミッドナイト·セクレタリMiddonaito Sekuretari, lit. "Secretária da Meia-Noite") é uma série de mangá sobre um romance sobrenatural criado pela artista Ohmi Tomu. Começou a ser publicado pela Shogakukan na revista Petit Comic a partir 2006, tendo sido o seu 34º e último capítulo publicado na revista em maio de 2009, fechando o mangá em 7 volumes. Midnight Secretary é um mangá ecchi por isso é classificado para maiores de dezoito anos. 

## Enredo
Esta série fala sobre a relação entre Kaya Satozuka, uma secretária privada, e o seu patrão, Kyouhei Touma, que é um vampiro.
Kaya foi direcionada como secretaria de Kyouhei diretor da empresa onde trabalha, e começa a notar o comportamento do seu patrão, no decorrer do manga ele se envolve com várias mulheres e kaya reparava em como ela saiam do seu escritorio e pensou que estavam sendo drogadas, em uma noite Kaya resolve verificar se realmente ele fazia isso e então encontra ele em uma situação constrangedora e logo após ela descobre seu segredo, ele é um vampiro.
A partir daquele momento ela se torna sua secretária em tempo integral cuidando de sua saúde e refeições chegando ao ponto de lhe oferecer seu próprio sangue apos um incidente em uma igreja. ele não é vulnerável a cruzes, terços, igrejas em si mas a religião lhe faz muito mal, seu reflexo aparece nitidamente no espelho e ele não deixa marcas no pescoço das mulheres de quem se "alimenta".
Em um dado momento o irmão de Kyouhei resolve separar Kaya dele, após descobrir que Kyouhei já havia tomado seu sangue, e que esta se apaixonara por ele, no decorrer da trama ele se descobre apaixonado por Kaya, porém por ter um passado difícil relacionado ao fato da mãe ter largado o clã para viver junto de seu pai humano, ele apenas usa mulheres para alimentar-se e não acha possível amá-las por isso ele tanta afastar Kaya dele, mas vê que é tudo em vão.